# Niccolò Aggiunti
Niccolò Aggiunti (Sansepolcro, 1600 – 1635) olasz matematikus.
Pisában Benedetto Castellinél tanult. Miután 1621-ben megkapta a diplomát, Ferdinando II de 'Medicit tanította. Ebben az időszakban valószínűleg találkozott Galileo Galileivel, aki később az egyik kedvenc tanítványa lett. 1626-ban Castelli utódjaként megkapta a pisai matematika tanszéket. Szülővárosában, Sansepolcróban a történelmi központ egyik fő utcája róla van elnevezve.

## Fordítás
Ez a szócikk részben vagy egészben  a   Niccolò Aggiunti című angol Wikipédia-szócikk ezen változatának fordításán alapul.  Az eredeti cikk szerkesztőit annak laptörténete sorolja fel. Ez a jelzés csupán a megfogalmazás eredetét és a szerzői jogokat jelzi, nem szolgál a cikkben szereplő információk forrásmegjelöléseként.